# 투판

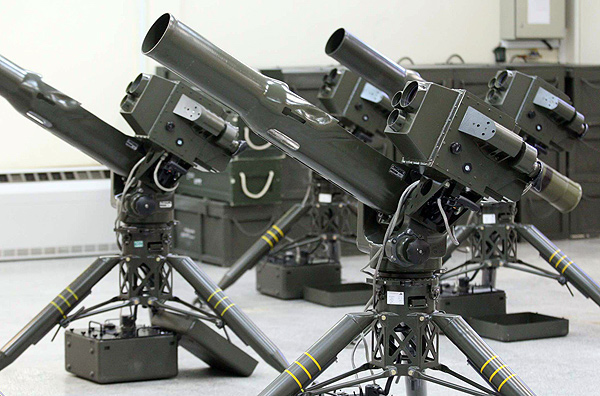

투판(Toophan)은 이란이 개발한 대전차유도탄이다. 미국 토우 미사일을 무단 카피했다.

## 역사
투판-1 미사일은 BGM-71A 토우를 무단으로 카피한 것이다. 투판-7 미사일까지 유선유도, 적외선유도, 레이저유도 등 다양한 버전이 있다.
IAIO 투판-2 공격헬기는 투판 미사일을 발사할 수 있다. 레이저 지시기를 장착했다.